# Halieutichthys intermedius
Halieutichthys intermedius é uma espécie de peixe-morcego panqueca, encontrado no Golfo do México.
Foi descoberto em 2010.